# Königshof (Krefeld)
Königshof ist ein Ortsteil von Krefeld im Stadtbezirk Fischeln.

## Geographie und Geschichte
Königshof liegt zwischen dem Ortskern von Fischeln und dem Südbezirk  Krefelds. Die Grenzen sind durch die statistischen Bezirke Königshof und Königshof West gegeben: Im Norden durch den Straßenzug Untergath/Obergath, im Osten durch die Trasse der K-Bahn, im Süden durch die Hafelsstraße/Kimplerstraße und im Westen durch die Straße Mühlenfeld. Die Kölner Straße teilt den Stadtteil in zwei Hälften.
Der Name wurde vom Gasthof im Groß-Beeckerhof übernommen, der den Beinamen Königshof  trug und heute noch als Restaurant Korff existiert:
. Königshof war bis zur Eingemeindung im Jahre 1929 Teil der selbständigen Gemeinde Fischeln.

## Bildung und Kultur
Auf der Königshofer Wiese befinden sich verschiedene Sportanlagen und das Maria-Sybilla-Merian-Gymnasium. Die Katholische Grundschule Königshof liegt an der Oberbruchstraße, die schon zum Niederbruch gehört.
Königshof gehört zur Katholischen Gemeinde Herz-Jesu Königshof mit der Kirche Kneinstraße und zum Markusbezirk der Evangelischen Kirchengemeinde Krefeld-Süd mit Kirche an der Kölner Straße.

## Wirtschaft und Verkehr

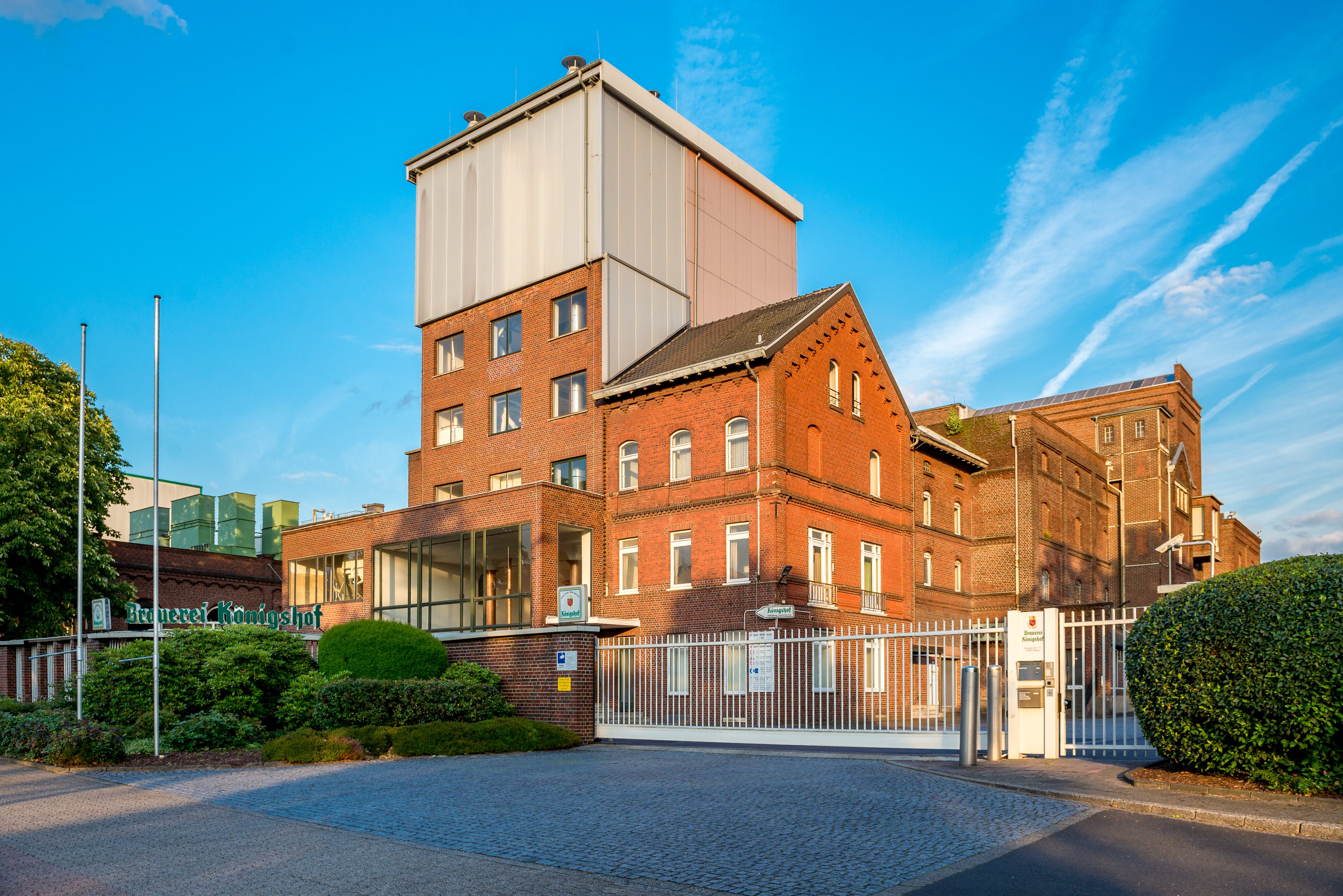
Krefeld Brauerei Königshof

In Königshof befindet sich die Brauerei Königshof, die verschiedene Biersorten unter dem Namen des Stadtteils produziert. Im Ortsteil befindet sich die Klinik Königshof.
Die wichtigsten Straßenverbindungen sind Untergath/Obergath (Südtangente) in Ost-West-Richtung mit Autobahnanschluss an beiden Enden und die Kölner Straße, die im Norden ins Krefelder Zentrum und im Süden nach Fischeln führt. Sie wird von der Straßenbahnlinie 041 befahren. Außerdem bedient die Stadtbahnlinie U76 (K-Bahn) Königshof mit dem gleichnamigen Haltepunkt.